# Manuel de l'inquisiteur
Ne doit pas être confondu avec Le Manuel des inquisiteurs de Nicolas Eymerich (1376).

Le Manuel de l'Inquisiteur (Practica Inquisitionis heretice pravitatis) est un traité du dominicain français Bernard Gui (1261-1331). L'ouvrage, écrit en latin, porte sur les droits et les devoirs de l'Inquisition. Une édition complète fut publiée en 1886 par l'abbé C. Douais à Toulouse.

## Éditions
- Les Belles Lettres, t. 1 e 2, éd. bilingue latin-français, traduction française de Guillaume Mollat, 1964
- Les Belles Lettres, éd. bilingue latin-français, 2006,  (ISBN 978-2251340555)[1]